# Frisisk Frihed
Frisisk Frihed (tysk: Friesische Freiheit, nederlandsk: Friese Vrijheid, frisisk Fryske frijheid) indstiftedes efter kejser Karl den Store. Frisisk frihed indebærer at ingen undtagen den tysk-romerske kejser har ret til at stå over friserne indenfor det tysk-romerske rige. Ifølge legenden gav kejseren friserne friheden som tak for deres hjælp i kampen mod romerne.
I forbindelse med at vikingerne begyndte at plyndre i de frisiske områder omkring år 800 blev friserne også fritaget fra militærtjeneste i fremmede lande for at kunne forsvare sig effektivt mod vikingerne. Mens de omgivende områder blev regeret af feudalherrer, blev Frisland styret efter mere demokratiske principper. Hver provins valgte regionale repræsentanter, de såkaldte høvdinge. De forskellige provinser sluttede sig efterhånden sammen til de såkaldte syv frisiske sølande og deres repræsentanter samledes hvert år ved pinse frem til ca. 1300 ved Upstalsboom ved byen Aurich i Østfrisland. Hver provins sendte to repræsentanter, de såkaldte dommere. De beslutninger, som blev truffet ved møderne ved Upstalsboom blev skrevet ned i det nærliggende kloster i Ihlow. Omkring 1300 omfattede de frisiske sølande 27 provinser, hele området strakte sig fra Zuiderzee til floden Weseren.
Men efter år 1300 begyndte en alvorlig tilbagegang. Det frisiske samfund var som følge af pesten og store naturkatastrofer (stormfloder) svækket, hvilket udnyttedes af indflydelsesrige familier til etableringen af en ny autokratisk styreform. Frihedsperioden sluttede, i stedet blev landet nu regeret af forskellige høvdinge. I modsætning til frihedsperioden var denne høvdingetid præget af mange krig og konflikter.
Det frisiske område (under Frisisk Frihed) omfattede området mellem Zuiderzee og Weser:
- 1. Westfriesland,
- 2. Westergo,
- 3. Ostergo,
- 4. Zevenwouden,
- 5. De frisiske områder mellem Lauwers og Ems i provinsen Groningen i Nederlandene
- 6. De frisiske områder mellem Ems og Jade, det vil sige landskaberne Rheiderland, Overledingerland, Saterland, Moormerland, Lengenerland, Emsigerland, Federgo, Brokmerland, Norderland, Auricherland, Harlingerland, Wangerland og Östringen (eller i dag Østfrisland, Saterland, Oldenburger Friesland og Wilhelmshaven i delstaten Niedersachsen i Tyskland)
- 7. De frisiske områder mellem Jade og Weser, det vil sige landskaberne Rüstringen og Wursten (i dag Butjadingen og området mellem Bremerhaven og Cuxhaven i delstaten Niedersachsen i Tyskland)

Frem til 1300-tallet samledes hvert år ved pinse udsendinge fra de syv frisiske områder ved Upstalsboom ved Aurich i Østfrisland som en del i den frisiske frihed. Hvert landskab måtte sende to repræsentanter, så kaldte dommere. De beslutninger, som blev taget ved Upstalsboom, blev nedskrevet af munke i det nærliggende kloster i Ihlow.
I 1300-tallet indledtes en periode med tilbagegang for friserne, blandt andet som følge af pesten og et antal store naturkatastrofer som følge af stormfloder. Dette udnyttedes af nogle indflydelsesrige familier, og et nyt ledelsessystem udvikledes. De frisiske landskaber kom under ledelse af høvdinge, og den frisiske friheds blomstringstid var dermed ovre. Høvdingetiden kom blev præget af krig og konflikter mellem de ulige landskaber.
Omkring år 1430 blev familien Cirksena den mest indflydelsesrige høvdingefamilie i Østfrisland. I 1498 stoppede den frisiske frihed helt, da kejser Maximilian 1. overdrog de frisiske områder til hertug Albrecht af Sachsen som betaling for et lån.